# Seuneubok Dhou
Seuneubok Dhou is een bestuurslaag in het regentschap Aceh Utara van de provincie Atjeh, Indonesië. Seuneubok Dhou telt 290 inwoners (volkstelling 2010).